# Олива (коаліція)
Олива (італ. L'Ulivo) — найбільша італійська лівоцентристська коаліція, історичним лідером та ідеологом якої був Романо Проді, професор економіки й колишній лівий християнський демократ.

## Склад
- Демократична партія лівих сил (від 1998 року — «Ліві демократи»)
- Італійська народна партія
- Федерація зелених
- Інші дрібні партії лівого спрямування[1].